# Filippo Salvatore Gilij
Filippo Salvatore Gilij, né le 27 juillet 1721 à Norcia et décédé le 10 mars 1789 à Rome, est un prêtre jésuite, missionnaire en Amérique du Sud (région de l’Orénoque), ethnographe et écrivain.   

## Biographie
Né le 27 juillet 1721 à Norcia dans les États pontificaux, patrie de saint Benoît, le jeune Filippo a déjà fait deux ans d’études[pas clair] de philosophie au Collège romain, lorsqu’il demande à être admis dans la Compagnie de Jésus. Il commence son noviciat le 27 aout 1740, à Saint-André du Quirinal, Rome. Mais destiné à être missionnaire au ‘Royaume de Nouvelle-Grenade’ (la Colombie actuelle, avec régions avoisinantes) en Amérique du Sud il continue son noviciat à Séville, en Espagne et y ajoute un complément d’etudes en philosophie.    
Le 19 janvier 1743 Filippo Gilij quitte le port de Cadix pour l’Amérique du Sud, en compagnie de José Gumilla et d’autres confrères. Ses études de théologie en vue du sacerdoce se font à l’ Université Javeriana de Bogota et il est ordonné prêtre en 1748. Il passe alors dix-huit ans comme missionnaire dans la région de l’Orénoque où il fonde, dès 1749, la mission San Luis de la Encaramada entre les fleuves Orénoque et Guaya pour les Indiens Tamanacos. Il est actif également parmi les Maipures, les Abaricotos et les Parecas. De 1761 à 1765, il est supérieur de la Mission.  
Lorsque, par décret (1767) de Charles III les Jésuites sont expulsés d’Espagne et de ses colonies le père Gilij retourna en Italie où il est recteur des collèges Monte Santo de Potenza et Orvieto. C’est là qu’il se trouvait lorsque la Compagnie de Jésus fut supprimée universellement par le pape Clément XIV (1773).  
Prenant alors résidence à Rome il se consacre presque exclusivement à l’écriture jusqu’à la fin de sa vie. Il collabora entre autres au projet d’encyclopédie espagnole et italienne de son confrère, le père Lorenzo Hervás. Le père Filippo Gilij meurt à Rome le 10 mars 1789. 
Outre son travail pastoral et missionnaire parmi les tribus amérindiennes de la région de l’Orénoque le père Gilij se révéla important linguiste. Sa contribution la plus importante, saluée par Alexander von Humboldt, fut la classification des langues orénoques en trois groupes et plusieurs dialectes, ainsi que les grammaires, dictionnaires, récits et poésies disparus des langues tamanaca et maipure. Son œuvre la plus remarquable cependant – et livre de référence - reste son ‘Saggio di Storia Americana...’, dont la première partie est consacrée à la géographie et à l’histoire naturelle de la région de l’Orénoque.

## Écrits
On a de lui en italien : Saggio di storia americana ossia storia naturale, civile, e sacra dei regni e delle provincie spagnuole di Terra-ferma nell’ America meridionale, Rome, 1780-1784, 4 vol. in-8°, avec une carte et des figures gravées. Le premier volume donne la description des bords de l’Orénoque, des détails sur ses peuples et sur les productions du pays. Le second traite de la géographie physique et des mœurs des habitants. Le troisième: de leur religion, de leurs langues et des établissements des missions. Le quatrième, qui a paru comme un supplément aux précédents, décrit la terre ferme, ou pour mieux dire la capitainerie de Caracas, et aurait dû précéder les trois autres. On trouve dans l’ouvrage de Gilij des notions qui ne peuvent qu’être très utiles à quiconque voudra connaître les vastes contrées traversées par l’Orénoque. Il réfute les relations inexactes sur les sources de ce fleuve, dont il admet la communication avec celui des Amazones. II rectifie en cela l’opinion de son confrère José Gumilla, dont il corrige aussi d’autres erreurs à la demande même de ce missionnaire, qu’il avait connu dans les régions de l’Orénoque. 
Cependant Gilij n’a pas eu en histoire naturelle des connaissances suffisantes pour tirer parti de la riche moisson qui s’offrait à lui. Il apparaît comme un des pionniers de l'étude des langues des Amérindiens de l’Amérique en général, qu'il compare entre elles, par des vocabulaires et des phrases (voir les annexes du vol. III : Della religione e delle lingue degli Orinochesia e di altri Americani). Il se borne à indiquer par les noms usités dans le pays les plantes dont les missionnaires se servent pour médicaments, mais il n’est pas toujours facile de deviner celles dont il a voulu désigner les vertus. L’ouvrage de Gilij est très important, puisqu’il a été longtemps presque la seule référence à propos de ces contrées. Il est singulier que des auteurs qui ont écrit sur ces pays ne l’aient pas cité ; Matthias Christian Sprengel en a donné un extrait en allemand, Hambourg, 1785, in-8°. Tout le 3e livre du tome 3, qui comprend les détails sur les langues des peuples de l’Orénoque, a été traduit en allemand et accompagné de notes par Franz Xavier Veigl, ex-jésuite, qui avait aussi voyagé dans ces régions lointaines. Ce morceau est inséré dans le recueil des voyages de quelques missionnaires de la Compagnie de Jésus en Amérique, publié par Christoph Gottlieb von Murr, à Nuremberg, en 1785.